# Bladtjärnen (Trehörningsjö socken, Ångermanland)
Bladtjärnen är en sjö i Örnsköldsviks kommun i Ångermanland och ingår i Lögdeälvens huvudavrinningsområde. Sjöns area är 0,035 kvadratkilometer och den är belägen 174 meter över havet.